# San José Yocnajab
San José Yocnajab es una localidad del estado mexicano de Chiapas. Es parte del municipio de Comitán de Domínguez.

## Toponimia
El nombre «San José» hace referencia al santo patrono de la localidad: José de Nazaret. El nombre «Yocnajab» proviene de los términos en maya yok, pie; na, madre; já, agua. Su significado es «pie de madre en el agua».

## Demografía
| Gráfica de evolución demográfica |
|                                  |

| Censo | Población |
| ----- | --------- |
| 1990  | 1 191     |
| 2000  | 1 348     |
| 2010  | 1 809     |
| 2020  | 2 455     |